# ミライバルダンス
「ミライバルダンス」は、わーすたの9枚目のシングル。2022年3月2日にiDOL Streetから発売された。

## 概要
「CD+Blu-ray」、「CDのみ」の2種2形態で発売。
「ミライバルダンス」は1月10日に開催された『The World Standard〜改めまして、わーすたです！〜』で初披露された。振付はLICOが担当している。
「リル・リル・トリップ」は3月2日に開催された『プレミアムミニライブ』で初披露された。振付は長岡美紅が担当している。

## 収録曲

### CD
1. ミライバルダンス
作詞：やしきん、作曲・編曲：岸田勇気
2. リル・リル・トリップ
作詞：hotaru (TaWaRa)、作曲・編曲：岸田勇気
3. ミライバルダンス(Instrumental)
4. リル・リル・トリップ(Instrumental)

### Blu-ray
1. ミライバルダンス Music Video
2. ミライバルダンス Music Video Making

## 参加ミュージシャン
ミライバルダンス
- Ba：工藤嶺
- All other instruments：岸田勇気

リル・リル・トリップ
- Vn：岩嵜壮志
- All other instruments：岸田勇気

## 音楽配信

### 先行配信
2022年1月11日に「ミライバルダンス」が先行配信された。

### 本配信
CD発売日の3月2日に「CD盤」(スマプラ対応)に収録されている4曲が配信された。
太字の配信サービスはハイレゾ音源を配信していることを示す。MVは「ミライバルダンス」のMVも配信していることを示す。

## イベント
新型コロナウイルス感染症の流行の影響で本作でもリリースイベントの内容に一部制約がある(握手会はない)。また、南青山にあったエイベックス本社ビルの売却に伴いmu-moショップスペシャルイベントの会場が『WELCOME TO DREAM』発売時まで使用されていた横浜YTJホールに変更された。『JUMPING SUMMER』発売時以来となる広島でのリリースイベント、および、『遮二無二 生きる!/バスタブ・アロマティック』発売時以来となる福岡でのリリースイベントも開催された。一方、引き続きオンライン上でのイベントも開催されたが回数は減少し、恒例となっていた「わーすたカップ」は行われなかった。
| 日程                         | イベント名                                                                   | 会場                                  | 備考 |
| ---------------------------- | ---------------------------------------------------------------------------- | ------------------------------------- | --- |
| 2022年1月22日・3月5日        | リリースイベント                                                             | ダイバーシティ東京 プラザ             | イベント内容は公式HP参照                                                                                      |
| 2022年1月22日                | リリースイベント                                                             | ららぽーと立川立飛                    | イベント内容は公式HP参照                                                                                      |
| 2022年1月29日                | リリースイベント                                                             | アーバンドック ららぽーと豊洲         | イベント内容は公式HP参照                                                                                      |
| 2022年1月30日                | リリースイベント                                                             | アリオ橋本                            | イベント内容は公式HP参照                                                                                      |
| 2022年2月12日                | リリースイベント                                                             | 広島駅南口地下広場                    | イベント内容は公式HP参照                                                                                      |
| 2022年2月13日                | リリースイベント                                                             | キャナルシティ博多                    | イベント内容は公式HP参照                                                                                      |
| 2022年3月2日                 | プレミアムミニライブ&特典会                                                  | タワーレコード渋谷店 B1F CUTUP STUDIO | イベント内容は公式HP参照                                                                                      |
| 2022年2月23日                | mu-moショップスペシャルイベント                                              | 横浜YTJホール                         | イベント内容詳細は公式HP参照                                                                                  |
| 2022年2月5日                 | オンラインサイン会                                                           | LINE LIVE                             | イベント内容は公式HP参照                                                                                      |
| 2022年2月6日(延期)・ 2月26日 | オンライン個別チェキ会                                                       | LINE LIVE                             | イベント内容は公式HP参照。2月6日は諸事情により延期され、2月26日に振替開催された。                             |
| 2022年3月4日                 | CDジャケットネットサイン会                                                   | LINE LIVE                             | イベント内容は公式HP参照                                                                                      |
| 2022年3月13日                | カップリング曲「リル・リル・トリップ」メンバー自作ジャケット・ネットサイン会 | LINE LIVE YouTube Live                | イベント内容は公式HP参照。当初はLINE LIVEでのみの配信予定だったが、回線の都合でYouTube Liveでも配信を行った。 |
| 2022年2月27日                | オンライン・ビデオトーク会                                                   | Talkport                              | イベント内容は公式HP参照                                                                                      |

このほか、LINE MUSICでの再生回数キャンペーンや、TikTokでのダンス動画投稿キャンペーンなども開催された。